# Wolfgang Weller (Kybernetiker)

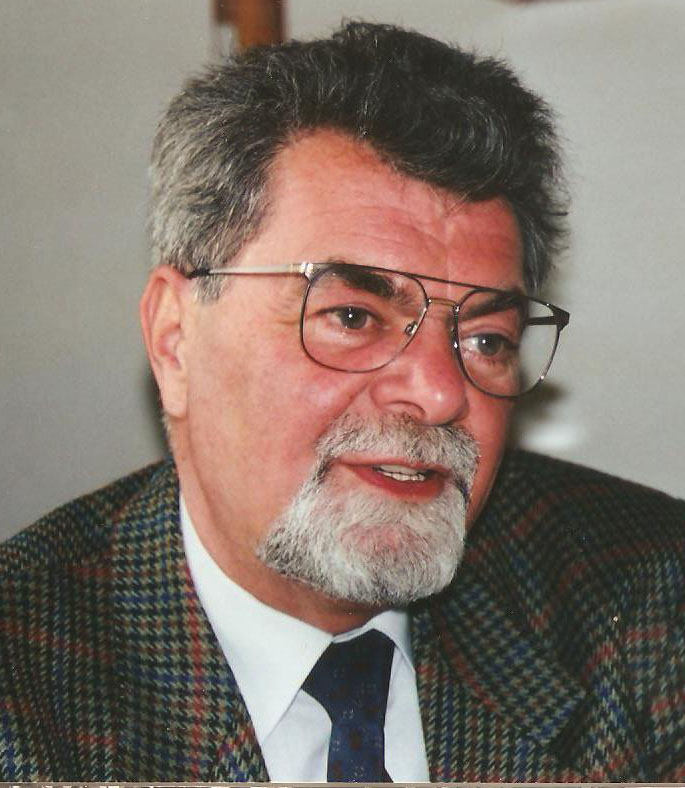
Wolfgang Weller

Wolfgang Weller (* 25. März 1935 in Zwickau) ist ein deutscher Ingenieur und Professor für Technische Kybernetik. Er gehört zu den Pionieren der intelligenten Automatisierungstechnik / Prozessinformatik und ist Mitbegründer der Ausbildung von Diplom-Ingenieuren im Fachgebiet Automatisierungstechnik in Deutschland.

## Werdegang
Wolfgang Weller wurde als Sohn eines Friseurmeisters und seiner Ehefrau geboren. Das Elternhaus war in eine Handwerkerfamilie eingebunden. Von 1941 bis 1949 besuchte er die Grundschule in Zwickau.
Nach dem Abitur 1953 an der Käthe-Kollwitz-Oberschule Zwickau begann er sein Studium an der Technischen Hochschule Dresden: Grundstudium Maschinenwesen mit Zusatzstudium Elektrotechnik; Fachstudium Regelungstechnik am 1955 gegründeten Institut für Regelungstechnik (Direktor: Heinrich Kindler). Er gehörte zur ersten Studentengeneration, aus der auch die Professoren Hans-Joachim Zander (Dresden) und Herbert Ehrlich (Magdeburg/Leipzig) hervorgegangen sind, und er war Hilfsassistent bei dem späteren Professor Heinz Töpfer (Magdeburg/Dresden).
1959 erwarb er den ersten akademischen Grad Diplom-Ingenieur (Dipl.-Ing.) in der Fachrichtung Elektrotechnik mit der Vertiefungsrichtung Regelungstechnik bei Heinrich Kindler. Dieser hat ihm eine Stelle als wissenschaftlicher Assistent an seinem Institut angeboten, stattdessen bevorzugte Weller aber zunächst eine Praxistätigkeit. Sein Berufseinstieg erfolgte daher in der Industrie im Wissenschaftlich-Technischen Büro für Gerätebau (WTBG) in Berlin, dem späteren Institut für Regelungstechnik (IfR).

## Wirken als Regelungstechniker in der Industrie

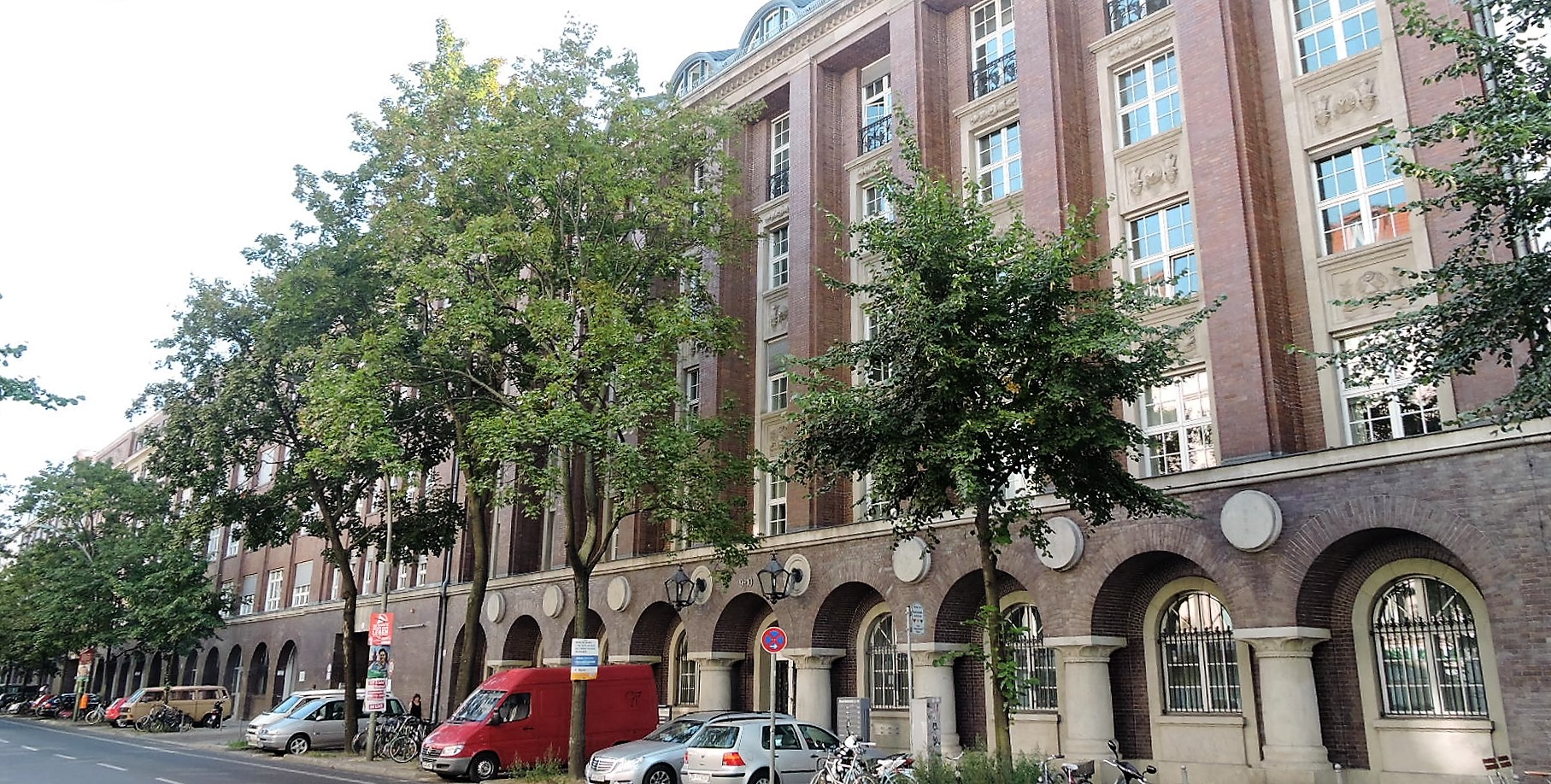
Wissenschaftlich-Technisches Büro für Gerätebau (WTBG), danach Institut für Regelungstechnik (IfR), Berlin-Friedrichshain, Neue Bahnhofstraße 9–17 (bis 1968)

Zunächst arbeitete Weller als Laboringenieur für Geräteentwicklung. Zu seinen ersten Aufgaben gehörten Drehzahlregelungen mit Thyristorstellgliedern und Regler für die Kraftwerksautomatisierung. Danach war er in der Abteilung Verfahrenstechnik als Leiter der Inbetriebnahmegruppe für Kesselregelungen in mehreren Großkraftwerken tätig. Hierzu gehörten auch die experimentelle Systemidentifikation von Großkesseln sowie Arbeiten zu Mehrgrößenregelungen, aus denen auch seine ersten Veröffentlichungen hervorgegangen sind.
Er setzte seine Tätigkeit als wissenschaftlicher Mitarbeiter, Gruppenleiter und stellvertretender Abteilungsleiter fort, wobei er mit Arbeiten zu Extremwertregelungen, zu rechnergestützten Regelungen sowie mit Simulationsarbeiten am Analogrechner befasst war (Universeller Modell- und Analogrechner UNIMAR; das Original befindet sich im "Automatik-Museum" der HTWK Leipzig und kann zusammen mit weiteren historischen Objekten besichtigt werden). In diese Zeit fällt auch seine umfangreiche Vortragstätigkeit auf Weiterbildungslehrgängen der Kammer der Technik (KdT).
Im Jahre 1966 promovierte er als Externer zum Doktoringenieur an der Fakultät für Elektrotechnik der TU Dresden bei Heinrich Kindler (Prädikat: summa cum laude).

### Berater und Dozent in Ägypten
Weller übte in den Jahren 1966 und 1967 eine Auslandstätigkeit in der Arabischen Republik Ägypten als Berater und Dozent am Higher Institute for Electronics in Minuf aus. Ziel dieses Aufenthaltes war die Unterstützung bei der Aufnahme eines Lehrbetriebes sowie die Lehrtätigkeit in den Fächern „Electrical Engineering“ und „Circuit Theory“ einschließlich des Aufbaus von zugehörigen Laborpraktika.
Weiterhin war er Berater am Ministry of Higher Education in Kairo und entwickelte dort insbesondere Konzepte für einzurichtende Studiengänge und deren technische Ausrüstungen.

### Wiederaufnahme der Industrietätigkeit

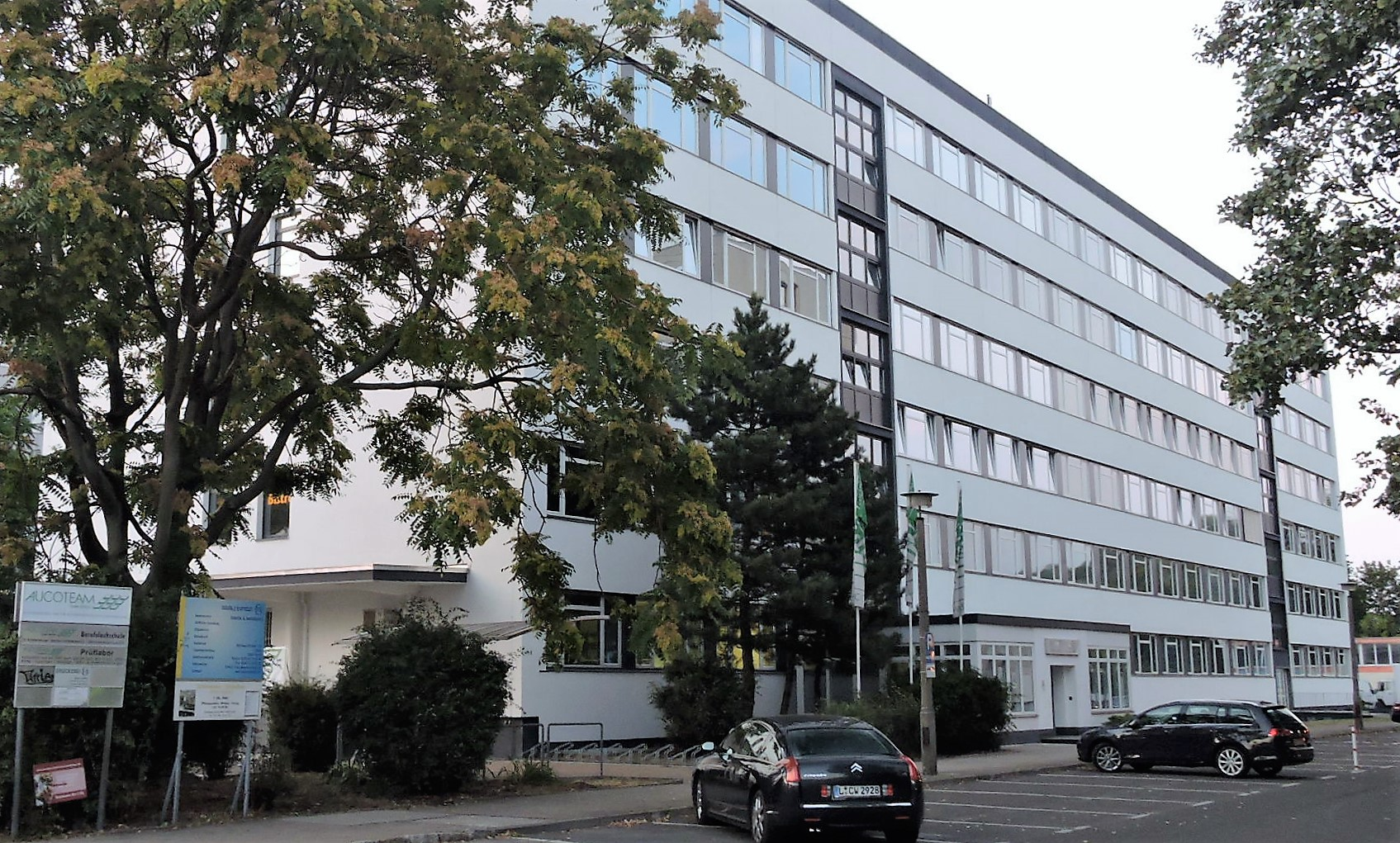
Institut für Regelungstechnik (IfR), Berlin-Prenzlauer Berg, Storkower Straße 115A (1968–1991, danach AUCOTEAM)

Nach seiner Rückkehr aus Ägypten nahm Weller im Jahre 1968 seine Arbeitstätigkeit im Institut für Regelungstechnik (IfR) wieder auf, und er wurde Leiter des Bereichs Wissenschaftliche Systemgrundlagen und Rechenzentrum. Das IfR war aus dem WTBG hervorgegangen und bildete in der Vereinigung Volkseigener Betriebe (VVB) „Regelungstechnik, Gerätebau und Optik“ die zentrale Forschungs- und Entwicklungsstelle. Hier erbrachte er neben der Inbetriebnahme eines neuen Institutsrechners und den ersten Arbeiten zum Prozessrechnereinsatz auch Beiträge zur Entwicklung des universellen Systems von Geräten und Einrichtungen zur Automatisierung technologischer Prozesse mit der Bezeichnung „ursamat“.
Weller übte zugleich von 1968 bis 1970 eine nebenamtliche Lehrtätigkeit für Spezialgebiete der Regelungstechnik an der Universität Rostock, Fakultät Technische Elektronik aus. 1969 wurde ihm die Lehrbefähigung (facultas docendi) erteilt. Mit der Promotion zum Doktor der Wissenschaften (Dr. sc. techn., entspricht der Habilitation) auf dem Gebiet der Schiffsautomatisierung endete zugleich im Jahre 1973 seine Tätigkeit für die Universität Rostock. Das IfR hat generell solche Kooperationen mit Hochschulen, Universitäten und Akademieinstituten gefördert, sodass auch bekannte Professoren hervorgegangen sind: Gunter Schwarze, Achim Sydow, Georg C. Brack, Bernhard Rodenbeck, Werner Kriesel, Hans Fuchs, Jürgen Beuschel.

## Wirken als Professor an der Humboldt-Universität zu Berlin
Weller erhielt 1970 eine Berufung als ordentlicher Professor auf den Lehrstuhl für Technische Kybernetik an die Humboldt-Universität zu Berlin (HUB). An der 1968 neugegründeten Sektion Elektronik mit Studiengang Elektronik baute er systematisch das Fachgebiet Automatisierungstechnik zum Hauptfach auf (Regelungs- und Steuerungstechnik, Systemtheorie, Industrieautomatisierung, Robotik). Hierzu gehört als weitere wichtige Säule die Messtechnik, die bereits seit 1969 mit dem entsprechenden Lehrstuhl für Mess- und Prüftechnik durch Hans Hart in dieser Sektion vertreten wurde.
Parallel entwickelte Weller die eigene Forschungstätigkeit als industrienahe Forschung mit mehreren Partnern: Entwicklung eigenständiger Computer, Dezentrales Automatisierungssystem, Matrixprogrammierbare Steuerung (Patent), Programmierbares Kleinsteuerungssystem, Lichtwellenleiter-Bussystem (Patent), Spleißautomat für Lichtwellenleiter, Roboteranwendungen u. a.
Darüber hinaus befasste er sich in der Freien Forschung mit einem breiten Themenkreis: Modellierung von Stückgutprozessen, Diskrete Systeme mit Petrinetz-Beschreibungen, Regelalgorithmen für Prozessrechner, Adaptive Regelungen, Intelligente und Lernfähige Steuerungen (Monografie). Ein mehrmonatiger Forschungsaufenthalt an der Vrije Universitait Brussels nach Aufhebung des persönlichen Reiseverbots bildete 1989 einen relativen Abschluss dieser Forschungsperiode.
In Zusammenhang mit diesen 20-jährigen Forschungsarbeiten steht die Betreuung von 27 Doktoranden zum Dr.-Ing. und 5 Doktoranden zum Dr. sc. techn. sowie die Mitwirkung in 100 Promotionsverfahren. Diese Forschungsergebnisse wurden auch in 50 Vorträgen auf Wissenschaftlichen Tagungen und in 50 Veröffentlichungen in Fachzeitschriften bzw. in Buchform publiziert und haben zu 4 Patenten geführt.
Weller wirkte in Beiräten und Gremien mit: Rat der Sektion Elektronik sowie der Fakultät Mathematik-Naturwissenschaften der HUB; Wissenschaftsrat der HUB; Wissenschaftlicher Beirat für Ingenieurhochschulen beim Ministerium für Hoch- und Fachschulwesen (1971–1974); Redaktionsbeirat der Fachzeitschrift messen, steuern regeln, Berlin; Leiter des KDT-Stützpunktes Mikroelektronik in Berlin (1978–1981); Internationaler Hochschulverbund Elektroniktechnologie (Universitätsinstitute aus Ungarn, CSSR, DDR).
Nach der Wiedervereinigung wurde Weller zunächst einer Evaluierung seiner fachlichen Kompetenz und einer Überprüfung durch die Gauck-Behörde unterzogen, in deren Ergebnis er in eine Professur der HUB übernommen wurde. Aus seiner bisherigen Einrichtung entstand 1991 ein Fachbereich Elektrotechnik und ein Institut für Automatisierungstechnik, zu dessen Direktor Weller berufen wurde. Er stellte umgehend Verbindungen zur TU Berlin her, insbesondere wurde ein gemeinsames Forschungsprojekt Evolutionsstrategische Optimierung mit dem Institut für Bionik aufgenommen (Leiter: Ingo Rechenberg).
Weller sorgte für einen erheblichen Ausbau der Laborpraktika sowie für den Aufbau einer Institutsbibliothek dank umfangreicher Donationen und erhaltener Fördermittel. Durch Schenkung eines Prozessrechners durch die TUB konnte Weller die Lehrveranstaltung Prozessrechentechnik praxisnah gestalten. Durch Erstausrüstung mit Apple-Computern (Donation) richtete Weller ein Institutsnetzwerk ein. Auch die Forschungskooperation mit den Firmen Siemens (Bereich Automatisierungstechnik), AEG (Donation einer SPS), Omron (Donation einer SPS und eines Roboters) und Festo (Donation einer Modellfabrik) hat zu neuen Laborausrüstungen beigetragen.
Weitere wissenschaftliche Kontakte hat Weller durch Mitarbeit im GMA-Unterausschuss Fuzzy-Control aufgebaut: TU Darmstadt (Henning Tolle), TU Dortmund (Harro Kiendl), Uni Kaiserslautern (Lothar Litz), Uni Karlsruhe. Diese Wissenschaftskooperationen ermöglichten W. Weller die Erarbeitung neuer Lehrveranstaltungen auf dem Gebiet des Softcomputing (Fuzzy-Control, Neuronale Netze, Evolutionsstrategien), die er auch für Studenten der Informatik ausgeweitet hat.
Forschungsschwerpunkte von Weller waren Anwendungen der Fuzzy-Logik und Fuzzy-Regler sowie der Neuro-Technologie, selbstoptimierende nichtlineare Regler, Computer-gestützte Werkzeuge zur evolutionsstrategischen Optimierung, Petrinetz-basierte Steuerung nebenläufiger Prozesse (Kontakte zu Hans-Joachim Zander) und Roboteranwendungen, insbesondere Navigationsverfahren für mobile Roboter.
Im Jahre 1992 wurde ein Senatsbeschluss über die Einstellung des Studiengangs Elektrotechnik an der HUB bei gleichzeitigem Ausbau des Studiengangs Elektrotechnik an der TUB gefällt. Die Integration in das Institut für Regelungstechnik und Systemtheorie der TUB wurde einvernehmlich vorbereitet. Ein Kommissionsvorschlag zur begrenzten Personalübernahme von der HUB, darunter Weller, wurde jedoch durch das Abgeordnetenhaus wegen angespannter Haushaltslage abgelehnt. Durch Bedarfskündigung endete somit die Arbeitstätigkeit von Weller an der HUB 1998 zwei Jahre vor Erreichen des Rentenalters.

## Tätigkeit im Ingenieurbüro und als Freischaffender Wissenschaftler
Das sich abzeichnende Ende der Universitätslaufbahn war für Weller der Anlass, 1993 ein eigenes Ingenieurbüro „Beratungsleistungen für Intelligente Informationstechnologien“ zu gründen. Hier hat er Projekte im Zeitraum von 1993 bis 2008 bearbeitet: Programmierbare Kompaktregler mit Fuzzy-Komponenten; Multimedia-Konferenzsysteme; Automatisierung und Expertensystemanwendung in Erdgas-Untergrundspeichern; Simulationswerkzeug für Leckagemessungen in Abwassernetzen (Stadt Schwerte/Ruhr); Dichtheitsprüfungen; Automatisierungs- und Kommunikationssystem für Rohrleitungs-geführten Transport (Kooperation mit Ruhr-Universität Bochum).
Seine Veröffentlichungen umfassen die Anwendungen kybernetischer Methoden auf natürliche Systeme; Innovative Verkehrssysteme; Entwicklung des Fachgebiets Automatisierung (2 Bücher); Kybernetik: Systemphilosophie als universell anwendbare Methodik; Systeme mit selbsttätigem und selbständigem Verhalten, Agentensysteme (Buch); Energiewende: Steuerung dezentralisierter, selbstversorgender Inselnetze.
Er war Mitglied in der Wissenschaftlich-Technischen Gesellschaft für Mess- und Automatisierungstechnik (WGMA) in der Kammer der Technik (KdT) Berlin und wirkte in der VDI/VDE-Gesellschaft Mess- und Automatisierungstechnik (GMA) Düsseldorf und Frankfurt am Main.

## Schriften (Auswahl)
- Regelung von Dampferzeugern. (= Automatisierungstechnik. Band 56). Verlag Technik, Berlin 1967.
- mit Hans Fuchs: Mehrfachregelungen. (= Automatisierungstechnik. Band 59). Verlag Technik, Berlin 1967. (Verlag Vieweg & Sohn Braunschweig 1968)
- Schiffsautomatisierung. Verlag Technik, Berlin 1972. (Lizenzausgaben: Wydawnictwo Morskie, Gdańsk, 1974 und ИЗДАТЕЛЬСТВО СУДОСТРОЕНИЕ, 1975 г)
- Anwendung der Mikroelektronik in der Prozeßautomatisierung. (= Automatisierungstechnik. Band 187). Verlag Technik, Berlin 1979 und 1981.
- mit Heinrich Wilke: Programmierbare Steuereinrichtungen. (= Automatisierungstechnik. Band 195). Verlag Technik, Berlin 1981.
- Lernende Steuerungen. Verlag Technik, Berlin/ Oldenbourg Verlag, München/ Wien 1985.
- Institut für Automatisierungstechnik der Humboldt-Universität zu Berlin. In: Automatisierungstechnik, München. Jg. 39, Nr. 9, 1991, S. 335.
- Automatisierungstechnik im Überblick. Beuth Verlag, Berlin/ Wien/ Zürich 2008, ISBN 978-3-410-16760-0.
- Die Systemtechnologie als innovatives Konzept. Books on Demand, Norderstedt 2008, ISBN 978-3-8370-5748-5.
- Betrachtungen und Analysen zu Themen unserer Zeit. Books on Demand, Norderstedt 2008, ISBN 978-3-8370-5633-4.
- Automatisierungstechnik im Wandel der Zeit – Entwicklungsgeschichte eines faszinierenden Fachgebiets. Verlag epubli, Berlin 2013, ISBN 978-3-8442-5487-7. (edoc.hu-berlin.de; PDF; 3,3 MB; abgerufen am 21. Februar 2019)
- Künstliche Agenten – eine Technologie mit großem Zukunftspotenzial. Druck und Verlag epubli, Berlin 2013, ISBN 978-3-8442-5642-0.